# Oriol Junyent
Pour les articles homonymes, voir Junyent.
Oriol Junyent, né le 1er juillet 1976 à Sabadell, en Espagne, est un joueur espagnol de basket-ball. Il évolue au poste de pivot.

## Palmarès
- Champion d'Espagne 1999 (FC Barcelone)
- Vainqueur de la Coupe Korać 1999